# Dominik Reiter
Dominik Reiter (* 4. Jänner 1998 in Grieskirchen) ist ein österreichischer Fußballspieler.

## Karriere

### Verein
Reiter begann seine Karriere beim SV Schlüßlberg. Zur Saison 2009/10 wechselte er in die Jugend des SV Grieskirchen. Zur Saison 2012/13 kam er in die AKA Linz. Im Oktober 2014 spielte er gegen den FC Wels zudem erstmals für seinen Stammklub Grieskirchen in der OÖ Liga. Sein erstes Tor in der vierthöchsten Spielklasse erzielte er im Mai 2015 bei einem 5:0-Sieg gegen den UFC Eferding.
Ab der Winterpause der Saison 2015/16 kam er neben seiner Tätigkeit in Grieskirchen und der Linzer Akademie auch als Kooperationsspieler für die Amateure des LASK zum Einsatz. Sein Debüt für diese in der Regionalliga gab er im März 2016, als er am 17. Spieltag jener Saison gegen den FC Blau-Weiß Linz in der Startelf stand und in der 82. Minute durch Arlind Hamzaj ersetzt wurde. Im selben Monat erzielte er bei einem 1:0-Sieg gegen den USV Allerheiligen auch sein erstes Regionalligator. Bis Saisonende kam er zu zehn Einsätzen in der Regionalliga für die LASK Juniors und drei für Grieskirchen in der OÖ Liga.
Zur Saison 2016/17 wurde er fest vom LASK verpflichtet. Im Oktober 2016 debütierte er für die Profis in der zweiten Liga, als er am 14. Spieltag jener Saison gegen den SC Wiener Neustadt in der 68. Minute für Rajko Rep eingewechselt wurde. Bis Saisonende kam er zu sieben Einsätzen für die Profis in der zweithöchsten Spielklasse und 18 für die Juniors in der Regionalliga. Mit den Profis stieg er zu Saisonende in die Bundesliga auf.
Sein Debüt in der höchsten Spielklasse gab er im Juli 2017, als er am zweiten Spieltag der Saison 2017/18 gegen den FC Red Bull Salzburg in der 75. Minute für Alexander Riemann eingewechselt wurde. Bis Saisonende kam er zu 17 Einsätzen in der Bundesliga, in denen er ohne Torerfolg blieb. Zudem kam er zu elf Einsätzen für die Juniors in der Regionalliga, in denen er vier Tore erzielte. Mit den Juniors stieg er zu Saisonende in die 2. Liga auf.
Zur Saison 2018/19 wechselte Reiter zum Zweitligisten SC Wiener Neustadt. Im August 2018 erzielte er bei einem 1:1-Remis gegen den SC Austria Lustenau sein erstes Zweitligator. Bis Saisonende kam er zu 19 Einsätzen für die Niederösterreicher, in denen er fünf Tore erzielte. Dem Verein wurde jedoch im Frühjahr 2019 die Zulassung für die 2. Liga entzogen und Wiener Neustadt stieg dadurch in die Regionalliga ab.
Nach dem Zwangsabstieg von Wiener Neustadt kehrte er zur Saison 2019/20 zum LASK zurück. Zunächst kam er jedoch für das Farmteam FC Juniors OÖ zum Einsatz. Nach acht Zweitligapartien für die Juniors kam er ab Dezember 2019 wieder ausschließlich für das Bundesligateam zum Einsatz. In zwei Spielzeiten kam er zu 34 Bundesligaeinsätzen, in denen er vier Tore machte. Zur Saison 2021/22 wechselte Reiter zum Ligakonkurrenten SCR Altach, bei dem er einen bis Juni 2024 laufenden Vertrag erhielt. Nach seinem Vertragsende verließ er Altach nach der Saison 2023/24.
Anschließend wechselte er im Juli 2024 nach Georgien zum FC Dinamo Tiflis. Für Dinamo kam er bis Saisonende zu 15 Einsätzen in der Erovnuli Liga.

### Nationalmannschaft
Reiter absolvierte zwischen September 2016 und März 2017 fünf Spiele für die österreichische U-19-Auswahl. Im September 2020 debütierte er gegen England für die U-21-Mannschaft.